# Lu Chunlong
Lu Chunlong (Jiangyin, 8 april 1989) is een Chinees gymnast die uitkomt in de gymnastiekdiscipline trampolinespringen.
Lu won tijdens de Olympische Zomerspelen 2008 de gouden medaille en vier jaar later de bronzen medaille.
Met het Chinese team werd Lu tweemaal wereldkampioen en individueel éénmaal.

## Resultaten

### Olympische Zomerspelen
| Jaar | Plaats | Resultaten         |
| ---- | ------ | ------------------ |
| 2008 | Peking | trampolinespringen |
| 2012 | Londen | trampolinespringen |

### Wereldkampioenschappen
| Jaar | Plaats          | Resultaten         |
| ---- | --------------- | ------------------ |
| 2007 | Quebec          | team               |
| 2009 | Sint Petersburg | team · individueel |
| 2011 | Birmingham      | individueel · team |

2000: Aleksandr Moskalenko ·
2004: Joeri Nikitin ·
2008: Lu Chunlong · 
2012: Dong Dong · 
2016: Vladsjislav Gantsjarov · 
2020: Ivan Litvinovitsj · 
2024: Ivan Litvinovitsj · 